# キヅナツキ
キヅナツキは、日本のBL漫画家。代表作は『ギヴン』など。

## 代表作
- 『雪村せんせいとケイくん』
- 『リンクス』
- 『ギヴン』(アニメ化)